# Batang Quiapo
Batang Quiapo es una serie de televisión filipina producida y emitida por ABS-CBN desde el 13 de febrero de 2023. Está protagonizada por Coco Martin y Lovi Poe.

## Argumento
Un joven se convierte en uno de los forajidos más grandes del vecindario mientras se abre camino en la vida para sobrevivir en Quiapo. Con la esperanza de ganarse el cariño de sus padres, su hazaña lo acerca a la verdad sobre su identidad.

## Elenco

### Personajes principales
- Coco Martin como Hesus Nazareno "Tanggol" A. Dimaguiba
- Lovi Poe como Monica/Monique "Mokang" Dimaculangan
- Charo Santos-Concio como Matilde "Tindeng" Asunción
  - Precious Lara Quigaman como Tindeng (joven)
- Cherry Pie Picache como Ma. Teresa "Marites" Asunción-Dimaguiba
  - Miles Ocampo como Marites (joven)
- Christopher de Leon como Ramon Montenegro
  - Coco Martin como Ramon (joven)
- Lito Lapid como Primo "Supremo" Medina
- John Estrada como Rigor Dimaguiba
  - Ejay Falcon como Rigor (joven)
- Lorna Tolentino como Amanda Salonga
- Tommy Abuel como Don Julio Montenegro
  - Raul Montesa como Don Julio (joven)
- Irma Adlawan como Olga Montenegro
  - Ryza Cenon como Olga (joven)
- RK Bagatsing como Gregorio "Greg" Montenegro
- Julio Diaz como Augustus V. Pacheco

### Personajes secundarios
- McCoy de Leon como David A. Dimaguiba
- Ronwaldo Martin como Santino A. Dimaguiba
- Lou Veloso como Ricardo "Noy" Asunción, Jr.
  - Karl Medina como Noy (joven)
- Pen Medina como Marciano "Marsing" Dimaculangan
- Susan Africa como Nonita "Nita" Dimaculangan
- Ping Medina como Edwin Dimaculangan
- Rez Cortez como Abdul
- Sarah Edwards como Fátima
- Mark Anthony "Big Mak" Andaya como Tanos
- Renz Joshua "Baby Gigante" Baña como Oweng
- Sugar Ray "Mammoth" Estroso como Bulldog
- Ryan Martin como Dolfo
- Jojit Lorenzo como Enteng
- Ronnie Lazaro como Lucio
- Mark Lapid como Ben
- Benzon Dalina como Turko
- Allan Paule como Armando "Mando" Mendoza
  - Marlo Mortel como Mando (joven)
- Mercedes Cabral como PO2 Lena Cortez
- King Gutierrez como el teniente coronel de policía Manuel Suárez
- Dindo Arroyo como Severino
- Toni Fowler como Chicky
- Lovely Jiménez-Dela Peña como Joy
- Norvin Dela Peña como Norman
- Elyson "Ghost Wrecker" Caranza como Tanod/Kagawad
- Aaron "Yorme" Sunga como Tolits
- Erin Espiritu como Tala
- Angelel Marcial como Billiard Boys
- Ghersie Fantastico como Billiard Boys
- Iván Carapiet como Diego
- Marlon Tourette como Iking
- Joel Lamangan como Rodolfo "Roda" Del Mar
- Jeffrey Tam como Leroy "Roy" Tiu-Lee
- Odette Khan como Aurora Samson Cheng
- Joonee Gamboa como Harrison "Angkong" Co Cheng
- Kiko Matos como Eric
- Joey Marquez como Berting
- Nanding Josef como Father Ruben